# ЭКЮ
ЭКЮ (₠; ECU) — валютная единица, использовавшаяся в европейской валютной системе ЕЭС и ЕС в 1979—1998 годах. Название «ЭКЮ» происходит от англ. European Currency Unit («европейская валютная единица»), а также от названия средневековых французских монет экю (фр. écu). Символ ₠ (Юникод: U+20A0 euro-currency sign) — стилизованное изображение аббревиатуры CE от французского Communauté européenne. 1 января 1999 года ЭКЮ было заменено на евро по курсу 1:1.
Соотношение ЭКЮ с валютами других стран определялось исходя из того, что ЭКЮ служило обобщённым представителем корзины валют стран, входивших тогда в европейскую валютную систему.
ЭКЮ было введено только в безналичный расчёт. Тем не менее, для частного сектора в некоторых странах ЭКЮ выпускались в виде монет, облигаций и государственных займов.
ЭКЮ во многом имело характеристики настоящей валюты:
- являлось полноценным эталоном меры;
- являлось счётной единицей для всего, что касается ЕВС, а также для экономической и финансовой деятельности, и учёта в Сообществе;
- являлось резервным стоимостным активом;
- выпускалось под обеспечение валютных резервов и являлось объектом выплаты процентов;
- являлось средством расчётов в операциях между центральными банками стран-членов ЕВС.

## Состав валютной корзины
| Валюта                     | 1979-03-13 — 1984-09-16 | 1984-09-17 — 1989-09-21 | 1989-09-21 — 1998-12-31 |
| -------------------------- | ----------------------- | ----------------------- | ----------------------- |
| Бельгийский франк (BEF)    | 9,64 %                  | 8,57 %                  | 8,18 %                  |
| Немецкая марка (DEM)       | 32,98 %                 | 32,08 %                 | 31,96 %                 |
| Датская крона (DKK)        | 3,06 %                  | 2,69 %                  | 2,65 %                  |
| Испанская песета (ESP)     | —                       | —                       | 4,14 %                  |
| Французский франк (FRF)    | 19,83 %                 | 19,06 %                 | 20,32 %                 |
| Фунт стерлингов (GBP)      | 13,34 %                 | 14,98 %                 | 12,45 %                 |
| Греческая драхма (GRD)     | —                       | 1,31 %                  | 0,44 %                  |
| Ирландский фунт (IEP)      | 1,15 %                  | 1,20 %                  | 1,09 %                  |
| Итальянская лира (ITL)     | 9,49 %                  | 9,98 %                  | 7,84 %                  |
| Люксембургский франк (LUF) | —                       | —                       | 0,32 %                  |
| Голландский гульден (NLG)  | 10,51 %                 | 10,13 %                 | 9,98 %                  |
| Португальский эскудо (PTE) | —                       | —                       | 0,7 %                   |